# Stolnica sv. Nazarija, Béziers
Stolnica sv. Nazarija stoji v zahodnem delu srednjeveškega Béziersa na skali, ki dominira na ravnino reke Orb. Zaradi izpostavljene lege je še posebej vidna z juga in je samo zaradi tega ena izmed znamenitosti mesta. Vključena je v seznam zgodovinskih spomenikov Francije. Stolnica je bila cerkev Bézierskih škofov, dokler se po konkordatu leta 1801 škofija Béziers ni leta 1802 pridružila madškofiji Montpellier.

## Zgodovina
Stolnica, posvečena svetnikoma Nazariju in Celzu, stoji na mestu, kjer je že bil tempelj v času Rimljanov, ki je bil posvečen Avgustu in njegovi ženi Liviji. Krščanska stavba se omenja v 8. stoletju, pozneje je bila zgrajena romanska cerkev, ki je bila 22. julija 1209 uničena v požaru med masakrom v Béziersu, med albižansko križarsko vojno. Obnova se je začela sredi 13. stoletja in je zaradi velikosti zgradbe od takrat delno vključevala staro pokopališče.

## Zunanjost
- Apsida, zakristija in zvonik
- Zahodna fasada
- Severni zid ladje

Stolnica je videti kot trdnjava. V njej dominirata 48 metrov visok pravokotni stolp, z drugim stolpom (iz 15. stoletja) in kovinsko konstrukcijo z zvonom iz 18. stoletja. V stolpu je drugi največji zvon nekdanje regije Languedoc-Roussillon, ki tehta štiri tone (največji je v stolnici v Montpellieru).
Številni bruhalniki, nekateri v slabem stanju, odvajajo deževnico iz strehe stolnice. Rešetke iz 14. stoletja ščitijo steklena okna v koru. Zakristija iz leta 1443 je poleg apside, katere rešetke iz kovanega železa segajo v čas, ko je bila cerkev zgrajena.
Zahodno pročelje ima dva stolpa, še en okrogel, s cinami in stražnim stolpom  postavljen nekoliko nazaj nazaj. Rozeta ima premer deset metrov. Spodaj je portal (ki se danes ne uporablja več), med rozeto in portalom so mašikule. Skoraj vse skulpture na fasadi so uničene, ohranjeni sta le dve.
Vhod v stolnico (17. stoletje) je na severni strani transepta, lesena pregrada prikazuje mučeništvo obeh zavetnikov cerkve.

## Notranjost
- Baročni kor
- Evangelista Luka in Janez
- Evangelista Matej in Marko
- Pogled v notranjost zahodnega portala pod orglami

Tloris stolnice tvori grški križ. Dimenzije so:
- Dolžina: 50 metrov
- Širina ladje: 14 metrov
- Dolžina transepta: 33 metrov
- Višina oboka: 32 metrov

V notranjosti so izjemni:
- Romanski stebri in kapiteli kot relikvije romanske stolnice. Večina stebrov je gotskih. Loki so iz 14. stoletja.
- Parapet zgornjega nadstropja v ladji v bližini kora posnema galsko-rimske frize; izvirajo iz 12. stoletja
- V koru so okna iz gotskega obdobja. Preoblikovana so bila v baročnem slogu v 18. stoletju, ob steni kora pa so bila opremljena s stebri iz rdečega marmorja, kipi štirih evangelistov in glavnim oltarjem iz barvnega marmorja.
- Nad kornimi klopmi je šest velikih slik; tri so podpisane s "Thierry" in prikazujejo prizore iz Mojzesovega življenja, ostale tri so dela slikarja Raouxa iz Montpellierja, prikazujejo prizore iz življenja cesarja Konstantina in njegove matere Helene.
- Stene so delno prekrite s freskami, ki so bile obnovljene leta 1917. Te freske izvirajo iz 14. in 15. stoletja in so bile med hugenotskimi vojnami močno poškodovane, pozneje pa preslikane.
- Rozeta ima premer deset metrov.

- Orgle na tribuni na zahodnem koncu ladje, so delo Guillaumea Martoisa in izvira iz 17. stoletja. Instrument delno izvira iz 17. / 18 stoletja (Guillaume Poncher 1633, Jean de Joyeuse 1678, Joseph Isnard 1785), deloma iz 19. stoletja (Theodor Puget 1868). Orgle so obnovili leta 1993.

## Križni hodnik
Na jugu je bil stolnici dodan križni hodnik. Skulpture v oboku izvirajo iz 14. stoletja. V križnem hodniku je zbirka kamnitih kipov iz različnih obdobij zgodovine mesta Béziers.
Pod samostanom je vrt škofovske palače, ki ponuja pogled na reko Orb, mostove (vključno s Pont-Vieuxom iz 13. stoletja), zapornicami Fonserannes, Oppidum d'Ensérune in verigo Pirenejev z markantnim vrhom Pic du Canigou.